# Collin Delia
Collin Delia (* 20. Juni 1994 in Rancho Cucamonga, Kalifornien) ist ein US-amerikanischer Eishockeytorwart, der seit Juli 2024 bei den Edmonton Oilers aus der National Hockey League (NHL) unter Vertrag steht und parallel für deren Farmteam, die Bakersfield Condors, in der American Hockey League (AHL) spielt. Zuvor war Delia bereits für die Chicago Blackhawks und Vancouver Canucks in der NHL aktiv.

## Karriere
Delia spielte während seiner Juniorenzeit zunächst zwischen 2012 und 2014 bei den Amarillo Bulls in der North American Hockey League (NAHL). Mit dem Team gewann er im Frühjahr 2013 die Meisterschaft der Liga in Form des Robertson Cups. Ab dem Sommer 2014 verfolgte Delia ein Studium am Merrimack College, wo er parallel für die Eishockeymannschaft der Hochschule in der Hockey East, einer Division im Spielbetrieb der National Collegiate Athletic Association (NCAA) aktiv war. Nachdem er im Jahr 2017 zum besten Torhüter der Hockey East ernannt worden war, erhielt er im Juli 2017 einen Vertrag bei den Chicago Blackhawks aus der National Hockey League (NHL), womit seine Collegekarriere endete.
Mit Beginn der Saison 2017/18 stand Delia im Tor von Chicagos Farmteam, den Rockford IceHogs, in der American Hockey League (AHL). Im Verlauf der Spielzeit er aber auch im Trikot der Blackhawks im Spiel gegen die Winnipeg Jets. Bei diesem Spiel fiel er im dritten Drittel verletzungsbedingt aus und der Emergency Goaltender Scott Foster führte die Blackhawks zum Sieg über die Jets. In den folgenden vier Spieljahren pendelte der US-Amerikaner immer wieder zwischen den Kadern der Blackhawks und IceHogs. Den Höchstwert an NHL-Saisoneinsätzen erreichte er dabei in der Spielzeit 2018/19 mit 16. Im Sommer 2022 verließ der Free Agent die Organisation der Chicago Blackhawks und schloss sich für ein Jahr den Vancouver Canucks an. Dort kam er zwar zu 20 Einsätzen, kam aber auch weiterhin in der AHL bei den Abbotsford Canucks zu Spielminuten. Zur Saison 2023/24 wechselte Delia – abermals als Free Agent – zu den Winnipeg Jets, ebenso wie im Juli 2024 zu den Edmonton Oilers.

## Erfolge und Auszeichnungen
- 2013 Robertson-Cup-Gewinn mit den Amarillo Bulls
- 2017 Hockey East Goaltender of the Year
- 2017 Hockey East Third All-Star Team
- 2019 Teilnahme am AHL All-Star Classic (nicht gespielt)

## Karrierestatistik
Stand: Ende der Saison 2023/24
(Legende zur Torhüterstatistik: GP oder Sp = Spiele insgesamt; W oder S = Siege; L oder N = Niederlagen; T oder U oder OT = Unentschieden oder Overtime- bzw. Shootout-Niederlage; Min. = Minuten; SOG oder SaT = Schüsse aufs Tor; GA oder GT = Gegentore; SO = Shutouts; GAA oder GTS = Gegentorschnitt; Sv% oder SVS% = Fangquote; EN = Empty Net Goal; 1 Play-downs/Relegation; Kursiv: Statistik nicht vollständig)